# 140P/Bowell-Skiff
Pour les articles homonymes, voir Bowell et Skiff (homonymie).
140P/Bowell-Skiff est une comète périodique du système solaire, découverte le 11 février 1983 par Edward L. G. Bowell et Brian A. Skiff.